# 후우가 나오토
후우가 나오토(일본어: 風雅なおと 후가 나오토[*])는 일본의 남성 가수로, 미에현 욧카 이치 출신. 도쿄도 네리 마구에 거주한다. 생일은 9월 17일이라고 한다.

## 개요
무사시 대학 재학 중, 스튜디오 뮤지션 음악 강사로 활동한다. 많은 CM과 애니메이션, 특수 촬영의 음악에 가수 코러스로 참여하고 있다. 또한 보컬로이드의 KAITO와 KAITO V3의 음성 공급자이며, KAITO의 곡인《비겁전대 우로탄다(卑怯戦隊うろたんだー)》를 본인이 커버하였다.
혈액형은 A형이라고 하고, 사실 "후우가 나오토"라는 이름은 본명이 아니라고 한다. 본명과 나이는 비공개라고 한다. 사이트에서 "1930년생, 코트디부아르 출신"이라고 표기되어 있지만 이것은 본인이 농담으로 쓴 것이라고 후에 고백하였다. 벌레를 싫어한다.

## 음반

### 앨범
- 비겁전대 우로탄다(卑怯戦隊うろたんだー)

2008년 12월 18일 발매

### 싱글
- 천년의 독주가 : 2009년 7월 1일 발매

1. 천년의 독주가
2. haha
3. カイテンモクバ
4. ef
5. 千年の独奏歌(NTMG mix)
6. 千年の独奏歌(Tir na n-Og mix)
7. 千年の独奏歌(3 pieces mix)

## 같이 보기
- VOCALOID
- KAITO